# Priscilla Welch
Priscilla Welch (Priscilla June „Cilla“ Welch, geb. Mayes; * 22. November 1944 in Bedford) ist eine ehemalige britische Marathonläuferin.
Bevor sie im Alter von 35 Jahren als Angehörige der British Army mit dem Laufen anfing, war sie unsportlich und Raucherin. Bereits 1980 blieb sie erstmals unter drei Stunden, und 1983 wurde sie Zehnte beim London-Marathon, gewann den Enschede-Marathon und wurde Dritte beim New-York-City-Marathon. Im Jahr darauf wurde sie Sechste beim Osaka Women’s Marathon und Zweite in London. Einem sechsten Platz in der Premiere des Olympischen Frauenmarathon bei den Spielen in Los Angeles folgte ein Sieg beim Columbus-Marathon. 
1985 wurde sie jeweils Vierte beim Pittsburgh-Marathon sowie in Columbus und Fünfte in New York City und 1986 Dritte beim Chicago-Marathon. 1987 folgte auf einen sechsten Platz beim Nagoya-Marathon ein zweiter Platz in London. Ihre Zeit von 2:26:51 h war nicht nur ein britischer Rekord, sondern auch eine Weltbestzeit für die Altersklasse W40, die bis 2008 Bestand hatte. Im Herbst wurde sie die bislang älteste Siegerin in New York City. 1988 wurde sie Vierte und 1989 Siebte beim Boston-Marathon. 
Eine Brustkrebserkrankung setzte 1992 ihrer sportlichen Karriere ein Ende.
Priscilla Welch wurde von ihrem Ehemann Dave trainiert, den sie bei der britischen Armee kennengelernt hatte. Das Paar zog vor den Olympischen Spielen 1984 nach Boulder (Colorado) und lebte später bis zum Tod von Dave 2006 in Bend (Oregon).

## Persönliche Bestzeiten
- 10.000 m: 33:34,7 min, 2. Juni 1984, Birmingham
- 10-km-Straßenlauf: 32:14 min, 23. März 1985, Mobile
- 15-km-Straßenlauf: 49:35 min, 9. März 1985, Jacksonville
- 20-km-Straßenlauf: 1:08:48 h, 15. Juli 1984, Ames
- 25-km-Straßenlauf: 1:26:31 h, 13. Januar 1985, Mitcham
- Marathon: 2:26:51 h, 10. Mai 1987, London